# Station Rosenhøj
Station Rosenhøj is een spoorweghalte in Viby in de Deense gemeente Aarhus. Het station ligt aan de lijn Aarhus - Hov. Sinds 2012 wordt het station bediend door de treindienst van Aarhus Nærbane. 